# Lasioserica tenera
Lasioserica tenera är en skalbaggsart som beskrevs av Gilbert John Arrow 1946. Lasioserica tenera ingår i släktet Lasioserica och familjen Melolonthidae. Inga underarter finns listade i Catalogue of Life.